# Парапрофесіонал
Парапрофесіонал — це назва спеціальностей у таких галузях, як освіта, охорона здоров'я, інженерна та юридична справа, представники яких підготовлені допомагати фахівцям, але самі не мають професійної ліцензії. Звичайно вони працюють у межах ліцензії фахівця. Певними винятками з цього правила є деякі парамедики у Канаді, Великій Британії, Австралії, Новій Зеландії і ПАР, які автономно практикують парамедицину, а також паралегали у провінції Онтаріо, яких ліцензувала Спілка юристів Верхньої Канади для надання незалежних юридичних послуг клієнтам та  суду. Грецький префікс «para-» вказує на поряд чи пліч-о-пліч (яку у «паралельний»); отож парапрофесіонал — це той, хто працює поряд з фахівцем.
Парапрофесіонал має право виконувати завдання, що потребують значних знань у галузі. Він може навіть працювати самостійно, без прямого нагляду фахівця, проте без службових повноважень фахівця. Наприклад, якщо людина, винаймає не юриста, а паралегала, аби заповнити форми процедури банкрутства, то вважається, що вона заповняла форми сама.
Фах деяких парапрофесіоналів вимагає спеціального тестування чи сертифікації, в той час як для інших достатньо лише певного рівня навчання. У певних родах занять, наприклад, асистент викладача (див. парапрофесійний викладач), вимоги різняться географічно, хоча обов'язки по суті такі ж.
Концепція парапрофесіоналів існує переважно у США; вона звичайно не зустрічається у соціології професій у Великій Британії чи Європі, наприклад.